# Boscia welwitschii
Boscia welwitschii là một loài thực vật có hoa trong họ Capparaceae. Loài này được Gilg mô tả khoa học đầu tiên năm 1895.